# Немеші
Немеші (рум. Nemeși) — село у повіті Алба в Румунії. Входить до складу комуни Відра.
Село розташоване на відстані 330 км на північний захід від Бухареста, 62 км на північний захід від Алба-Юлії, 71 км на південний захід від Клуж-Напоки, 143 км на північний схід від Тімішоари.

## Населення
За даними перепису населення 2002 року у селі проживали 74 особи, усі — румуни. Усі жителі села рідною мовою назвали румунську.